# Pterotaea agrestaria
Pterotaea agrestaria är en fjärilsart som beskrevs av Grossbeck 1909. Pterotaea agrestaria ingår i släktet Pterotaea och familjen mätare. Inga underarter finns listade.